# Episodi di Nikita (serie televisiva 1997) (terza stagione)
Questa voce contiene riassunti, dettagli e crediti dei registi e degli sceneggiatori della seconda stagione della serie TV Nikita. Inizialmente trasmessa con il titolo Nikita su CTV per il Canada ed in seguito con il titolo La Femme Nikita su USA Network per L'America dal gennaio 1997 a marzo 2001. 
In Italia è stata trasmessa in prima visione dal 23 giugno 1999 al 13 settembre 2002 sul canale Rai 2. Questa terza stagione dal 22 giugno 2001 al 26 novembre 2001 è stata programmata con la messa in onda di un episodio per ogni appuntamento settimanale in fascia oraria da seconda serata per la prima parte e per la restante parte da terza serata.
| nº | Titolo originale       | Titolo italiano          | Prima TV USA    | Prima TV Italia   |
| -- | ---------------------- | ------------------------ | --------------- | ----------------- |
| 1  | Looking for Michael    | Cercando Michael         | 3 gennaio 1999  | 22 giugno 2001    |
| 2  | Someone Else's Shadow  | Un'altra vita            | 10 gennaio 1999 | 29 giugno 2001    |
| 3  | Opening Night Jitters  | Una morte annunciata     | 17 gennaio 1999 | 6 luglio 2001     |
| 4  | Gates of Hell          | Ai cancelli dell'inferno | 24 gennaio 1999 | 13 luglio 2001    |
| 5  | Imitation of Death     | La clonazione            | 7 marzo 1999    | 20 luglio 2001    |
| 6  | Love and Country       | Nikolai                  | 9 marzo 1999    | 27 luglio 2001    |
| 7  | Cat and Mouse          | La replicante            | 28 marzo 1999   | 3 agosto 2001     |
| 8  | Outside the Box        | Radici                   | 4 aprile 1999   | 10 agosto 2001    |
| 9  | Slipping Into Darkness | Scivolando nel buio      | 11 aprile 1999  | 16 agosto 2001    |
| 10 | Under the Influence    | Libero arbitrio          | 18 aprile 1999  | 23 agosto 2001    |
| 11 | Walk on By             | Roberta                  | 25 aprile 1999  | 30 agosto 2001    |
| 12 | Threshold of Pain      | Amare e tradire          | 6 giugno 1999   | 6 settembre 2001  |
| 13 | Beyond the Pale        | Oltre il recinto         | 13 giugno 1999  | 14 settembre 2001 |
| 14 | Hand to Hand           | Realtà in sogno          | 20 giugno 1999  | 24 settembre 2001 |
| 15 | Before I Sleep         | Prima che io dorma       | 27 giugno 1999  | 27 settembre 2001 |
| 16 | I Remember Paris       | Ricordo Parigi           | 18 luglio 1999  | 15 ottobre 2001   |
| 17 | All Good Things        | Scelte difficili         | 27 luglio 1999  | 22 ottobre 2001   |
| 18 | Third Party Ripoff     | Il terzo incomodo        | 1º agosto 1999  | 29 ottobre 2001   |
| 19 | Any Means Necessary    | Birkoff                  | 8 agosto 1999   | 5 novembre 2001   |
| 20 | Three Eyed Turtle      | Il drago a tre teste     | 15 agosto 1999  | 12 novembre 2001  |
| 21 | Playing with Fire      | Giocare con il fuoco     | 22 agosto 1999  | 19 novembre 2001  |
| 22 | On Borrowed Time       | Tempo rubato             | 29 agosto 1999  | 26 novembre 2001  |

## Cercando Michael
- Titolo originale: Looking For Michael
- Diretto da: Jon Cassar
- Scritto da: Michael Loceff

### Trama
Operations è convinto che Nikita rappresenti una minaccia per la Sezione e cerca deliberatamente di eliminarla durante una missione. Nikita invece sopravvive e inizia ad investigare sulla strana assenza di Michael e scopre la sua vita segreta al di fuori della Sezione. Rimane molto sorpresa di sapere che ha una moglie e un figlio.

## Un'altra vita
- Titolo originale: Someone Else's Shadow
- Diretto da: Rene Bonniere
- Scritto da: Michael Loceff

### Trama
Salla Vacek è uno dei terroristi più ricercati al mondo e la Sezione spende invano circa il 20% delle sue risorse per catturarlo. Michael è sposato con la figlia di Vacek da 7 anni assicurandosi una buona copertura per eliminare il terrorista. La Sezione spera di usare il desiderio di Elena di incontrare suo padre per catturarlo una volta per tutte.

## Una morte annunciata
- Titolo originale: Opening Night Jitters
- Diretto da: Jon Cassar
- Scritto da: David J. Burke

### Trama
La Sezione ha creato un perfetto scenario per un incontro tra padre e figlia, ma Vacek non si presenta. Così Operations chiede a Michael di avvelenare Elena per far sì che suo padre si precipiti in ospedale. Ma la resistenza di Michael non facilita certo la missione...

## Ai cancelli dell'inferno
- Titolo originale: Gates Of Hell
- Diretto da: Rene Bonniere
- Scritto da: Robert Cochran

### Trama
Dopo che Vacek è stato eliminato, la “missione della vita” di Michael è fuori dal suo controllo. Come risultato deve rinunciare alla moglie Elena e con maggior tristezza a suo figlio Adam. Nonostante Operations gli assicuri che la Sezione li proteggerà sempre Michael non riesce ad accettare il fatto di non avere più la sua famiglia. Diventa distratto, assente e non si preoccupa più né delle missioni, né di rimanerne vivo. Nikita vigila sulla sua sicurezza ma quando viene rapita da una fazione terrorista soltanto Michael potrà salvarla, ma lo farà?

## La clonazione
- Titolo originale: Imitation of Death
- Diretto da: Brad Turner
- Scritto da: Cyrus Nowrasteh

### Trama
Dopo un attentato suicida ad un centro commerciale la Sezione è intenzionata a fermare Ivan Chernov che addestra ragazzi per farli diventare kamikaze. Nikita e Michael lo contattano nelle vesti di venditori di cocaina e durante l'incontro Nikita rimane scioccata quando Michael la vende a Chernov. Nikita viene portata quindi nel suo quartier generale e scopre che Chernov dispone di un laboratorio di ricerca genetica esperto nella clonazione.

## Nikolai
- Titolo originale: Love and Country
- Diretto da: Ted Hanlan
- Scritto da: Lawrence Hertzog

### Trama
Operations è convinto che Nikolai Markali, un politico europeo, abbia contatti con organizzazioni terroristiche e deve essere eliminato. Poiché egli è molto popolare la Sezione decide di agire usando la moglie Corinne, ex moglie di Operations. Nikita invece viene assunta dall'ufficio che si occupa della campagna elettorale di Markali con l'intento di sedurlo. Madeleine si finge invece una psicologa per assistere Corinne turbata da profondi conflitti psichici ed emotivi. Ma il piano potrebbe subire variazioni dal momento che Nikita scopre che Markali è innocente.

## La replicante
- Titolo originale: Cat and Mouse
- Diretto da: Terry Ingram
- Scritto da: Ed Horowitz

### Trama
Dopo aver concluso con successo una missione per distruggere armi chimiche nel Mar Baltico, Michael nota che Nikita non si comporta come sempre. Lei sembra preoccupata e il suo comportamento non sembra normale. Quando Nikita e Michael sopravvivono ad una missione, i nastri rivelano che Nikita è stata volutamente evitata dal fuoco nemico. Michael inizia a sospettare che Nikita possa lavorare con Cellula Rossa, ma la verità è che quella non è Nikita, ma una suo clone, Abbie.

## Radici
- Titolo originale: Outside the Box
- Diretto da: Gordon Langevin
- Scritto da: Jim Korris

### Trama
La Sezione vuole la Directory di un gruppo terroristico specializzato in tecnologie avanzate, ma il file è criptato e non può essere copiato altrimenti si autodistrugge. Viene allora reclutato un ragazzo di nome Kruger dotato di una perfetta memoria fotografica con l'intento di leggere il file e memorizzarlo. Nonostante le preoccupazioni di Nikita le viene riferito che quello di Kruger è un “reclutamento ombra”, finita la missione verrà rilasciato. La ragazza decide allora di usare i poteri di Kruger per scoprire i reali motivi del suo reclutamento.

## Scivolando nel buio
- Titolo originale: Slipping Into Darkenss
- Diretto da: Rick Jacobson
- Scritto da: Peter M. Lenkov

### Trama
Dopo l'attentato ad una ambasciata Operations è convinto che il responsabile sia un terrorista ucciso dalla Sezione molto tempo prima. Irritato dal fatto che nessuno gli crede inizia a dare ordini inconsueti e a programmare missioni irrazionali, minacciando di uccidere chiunque non rispetti le sue direttive. Nikita, Walter e Birkoff prendono in considerazione l'ammutinamento, ma Michael prende inaspettatamente il controllo della Sezione. Madeleine sospetta che Michael possa aver architettato tutto per i suoi piani...

## Libero arbitrio
- Titolo originale: Under the Influence
- Diretto da: Rick Jacobson
- Scritto da: Peter M. Lenkov

### Trama
I fratelli Karl e Simon Peruze guida del gruppo Black Sun, concludono un affare con un noto terrorista di nome Hassan per un carico di antrace. La Sezione cattura Karl per prendere suo fratello ed attua una riprogrammazione sulla memoria denominata Progetto Caspar. Nikita affianca il ragazzo facendogli credere di essere la sua fidanzata … ma la ragazza comincia a nutrire dei dubbi sui metodi della Sezione quando sente di essersi innamorata di quel ragazzo. Con l'aiuto di Walter scopre che la Sezione ha manipolato le sue emozioni con un Alpha test con il benestare di Michael...

## Roberta
- Titolo originale: Walk on By
- Diretto da: Rene Bonniere
- Scritto da: Michael Loceff

### Trama
Durante una missione Nikita riconosce tra gli operativi, Jamey un suo vicino di casa quando ancora non era operativa. Le performance di Jamey non sono efficaci e la sua vita in Sezione è seriamente minacciata; egli decide quindi di fare un patto con Nikita, se lei lo aiuterà a restare vivo lui la metterà in contatto con sua madre che non ha mai creduto alla storia del suicidio in prigione e la sta cercando da anni. Nikita un po' riluttante accetta il patto con Jamey, ma in seguito capisce che se incontrasse veramente sua madre, la Sezione la eliminerebbe. Non le rimane altro che chiedere l'aiuto di Michael per proteggere sua madre.

## Amare e tradire
- Titolo originale: Threshold of Pain
- Diretto da: Terry Ingram
- Scritto da: Michael Sloan

### Trama
Nikita assieme ad altri due operativi, Mark ed Angela, vengono catturati da Black March, un gruppo terroristico guidato da Simon Craychek e da sua sorella Caroline esperti in torture. Quando Angela viene torturata, Mark non sopporta di vederla soffrire e rivela il luogo di una sottostazione della Sezione. Ma Angela viene uccisa ugualmente e quando i ragazzi vengono tratti in salvo dalla Sezione sanno che devono dare un falso rapporto altrimenti Mark verrebbe eliminato. Nikita convince Mark a uccidere i due fratelli in modo da “dimenticare” il tradimento di Mark, ma il piano fallisce e Simon viene catturato vivo. Mark accusa Nikita di essere la traditrice e malgrado tutte le accuse siano contro di lei Michael troverà il modo di mettere in chiaro la posizione di Nikita.

## Fuori dal recinto
- Titolo originale: Beyond the Pale
- Diretto da: Rene Bonniere
- Scritto da: Lawrence Hertzog

### Trama
Nel momento in cui si tratta di promuovere un operativo al ruolo di capo della strategia, Operations decide di optare per Zalman. Michael deluso convince Nikita a rubare un field router, un mezzo di comunicazione per evitare le frequenze della Sezione, e decidono di scappare durante una missione. Michael porta Nikita in una vecchia casa abbandonata della campagna belga e passano la loro prima notte di libertà. Ma il giorno seguente Michael viene catturato dalla Sezione e torturato da Zalman che scopre la paternità di Michael e la usa per farsi rivelare dov'è Nikita. Michael cede, ma i piani di Zalman vengono scoperti...

## Realtà in sogno
- Titolo originale: Hand to Hand
- Diretto da: T.J. Scott
- Scritto da: Ed Horowitz

### Trama
La Sezione ha bisogno di eliminare un potente uomo d'affari che finanzia numerosi gruppi terroristici. L'unico modo per poterlo catturare è servirsi di Anagar, un uomo in grado di fornire una strana forma di intrattenimento per divertire uomini ricchi, reclutando ragazze tramite le agenzie di moda. Nikita e Michael vanno in missione lei come una delle ragazze, lui come uomo d'affari interessato a quel tipo di divertimento. Ma quando Nikita viene coinvolta in un combattimento letale con un'altra ragazza, Michael non può fare nulla per intervenire...

## Prima che io dorma
- Titolo originale: Before I Sleep
- Diretto da: Joel Surnow
- Scritto da: Peter M. Lenkov

### Trama
Quando una terrorista di nome Jay Baylin si suicida piuttosto che lavorare per la Sezione, Operations è obbligato a trovare un sosia per non perdere un contatto con un'organizzazione terroristica. Le ricerche ruotano intorno ad una giovane donna Sarah, gravemente malata di leucemia a cui restano solo due settimane da vivere. Madeleine la convince ad unirsi alla Sezione e sacrificare la sua vita per salvare degli innocenti e Sarah viene trasformata in Jay, ma il cambiamento della sua vita produrrà comportamenti inaspettati mettendo a rischio la missione.

## Ricordo Parigi
- Titolo originale: I Remember Paris
- Diretto da: Terry Ingram
- Scritto da: Michael Loceff

### Trama
Quando un terrorista di Glass Curtain riesce a fuggire dalla White Room, manomette la sicurezza e trasmette fuori dalla Sezione la Directory prima di venire fermato da Michael. Anche se le informazioni sono codificate una parte di dati è in chiaro, si tratta delle coordinate della Sezione. Operations ordina immediatamente la procedura di evacuazione per l'autodistruzione e l'imperativo diventa catturare ed eliminare tutti i componenti di Glass Curtain prima che tutti gli operativi rimangano uccisi.

## Scelte difficili
- Titolo originale: All Good Things
- Diretto da: Terry Ingram
- Scritto da: Ed Horowitz

### Trama
Operations viene richiamato al Centro ed affida temporaneamente il commando della Sezione Uno a Michael. Entrambi Madeleine e Paul mettono in guardia Michael sulle pressioni che potrebbe subire da Gorge per la cattura di Bergomi, un potente terrorista che la Sezione non è ancora pronta a catturare. Tuttavia dopo che George dà a Michael un eccitante motivo per disobbedire, questi decide di rischiare tutto sulla cattura di Bergomi. Ma le pressioni a cui Michael sottopone la Sezione non solo rischiano di rovinare il rapporto con Madeleine, ma ancora più importante quello con Nikita.

## Il terzo incomodo
- Titolo originale: Third Party Ripoff
- Diretto da: T.J. Scott
- Scritto da: Michael Loceff

### Trama
Quando Nikita comincia a riconsiderare la sua relazione con Michael, Madeleine convince Operations a guidare un “hard wedge” ossia il metodo duro tra loro due. Michael viene privato del suo 5º Livello e declassato a semplice operativo sul campo, anche il suo ufficio viene assegnato ad un altro. Nikita è convinta che questo trattamento abbia effetti negativi su Michael. Quando una missione rischia di fallire, Michael interviene riprendendo il comando e dimostrando la sua superiorità portando la missione al successo. Sta a lui decidere ora cosa conta di più se il suo status o l'amore per Nikita.

## Birkoff
- Titolo originale: Any Means Necessary
- Diretto da: David Straiton
- Scritto da: Lawrence Hertzog

### Trama
Operations obbliga Birkoff ad andare in missione come infiltrato in un gruppo di terroristi come hacker, nonostante l'opinione di Madeleine che ritiene il successo della missione inferiore al 20%. Bikoff viene accettato come nuovo membro dal capo del gruppo Jean-Marc che lo tratta con molto rispetto. Ma quando il ragazzo scopre che il gruppo ha legami con Cellula Rossa il suo recupero viene rimandato a tempo indefinito. Jean-Marc scopre che il ragazzo lavorava per la Sezione e lo obbliga a consegnargli informazioni. Birkoff deve trovare il modo per uscirne al più presto considerato che Operations lo crede un traditore.

## Il drago a tre teste
- Titolo originale: Three Eyed Turtle
- Diretto da: Jon Cassar
- Scritto da: Maurice Hurley

### Trama
L'assistente di Birkoff, Greg Hillinger, fa una serie di errori che portano al fallimento di un'importante missione. George se la prende con Operations e lo invita a non perdere il controllo delle missioni della Sezione. Paul a sua volta si arrabbia con Madeleine che a sua volta mette Hillinger in sospensione; poi in segreto incontra Gorge per concordare un piano per destituire Operations e prendere lei stessa il controllo della Sezione. Tuttavia quando Operations prepara una trappola per eliminare George, la bilancia del potere oscilla nuovamente con sorprendenti conseguenze.

## Giocare con il fuoco
- Titolo originale: Playing with Fire
- Diretto da: Joseph L. Scanlan
- Scritto da: Peter M. Lenkov

### Trama
Durante una missione per recuperare dei chips da un'organizzazione terroristica, Nikita viene catturate e tenuta in ostaggio; oppure è quello che si vuole far credere, Nikita e Michael infatti creano uno scenario perfetto per incontrarsi privatamente. Ma il piano viene scoperto quando Birkoff si accorge di alcuni messaggi criptati tra i due ed è costretto a fare rapporto a Madeleine. Preoccupati che Nikita e Michael stiano tramando un colpo di Stato ai loro danni Operations e Madeleine inviano una seconda squadra per trovarli ed ucciderli se necessario. 

## Tempo rubato
- Titolo originale: On Borrowed Time
- Diretto da: Peter M. Lenkov
- Scritto da: Ted Hanlan

### Trama
La Sezione apprende che una compagnia farmaceutica è a capo della produzione del Gandium 4, una micidiale arma chimica. Michael e Nikita vengono inviati in veste di ispettori per rilevare il Gandium. Durante la missione i due si danno un appuntamento privato, ma Operations e Madeleine intervengono. Nikita si reca sul luogo dell'appuntamento con Michael ma al suo posto trova Madeleine che la obbliga a sottoporsi ad un progetto di controllo della mente cosicché i suoi sentimenti per Michael vengano cancellati. Michael non realizza subito quello che è successo, ma quando Nikita gli riferisce di non amarlo più egli dovrà trovare un piano per riportare indietro la “sua” Nikita.